# Breteuil (Oise)
Breteuil település Franciaországban, Oise megyében. Lakosainak száma 4189 fő (2022. január 1.). Breteuil Beauvoir, Esquennoy, Hardivillers, Paillart, Rouvroy-les-Merles, Tartigny, Troussencourt és Vendeuil-Caply községekkel határos.

## Népesség
A település népességének változása:
| Lakosok száma | 4536 | 4534 | 4559 | 4340 | 4244 | 4221 | 4192 | 4156 | 4189 |
|               | 2013 | 2015 | 2016 | 2017 | 2018 | 2019 | 2020 | 2021 | 2022 |